# Carlos Zubizarreta
Carlos Zubizarreta (Asunción, 1904 - ibid., 31 de enero de 1972) fue un escritor paraguayo, considerado uno de los prosistas más relevantes del Paraguay.

## Infancia y juventud
Estudió en el Colegio San José de la ciudad de Asunción y optó al título de abogado por la Universidad Nacional de Asunción. Fundador y director de la célebre revista de cultura “Juventud” y colaborador de la revista “Alas”, fue narrador y ensayista, para algunos, el más fino y de pluma más elegante en la historia de la literatura paraguaya del siglo XX.

## Su trayectoria
En su “Historia de la Literatura Paraguaya” (1971), Hugo Rodríguez-Alcalá refiere: “... publica en 1940 su primer libro de ensayos, “Acuarelas paraguayas”. Estas “acuarelas” son vívidos cuadros costumbrista-folklóricos que pinta un hábil pintor. Pero un pintor-historiador que ve el Paraguay de hoy con un ojo, y con el otro el Paraguay del pasado, el de Irala, de Montoya, de López y Aguirre y otros. En efecto, apenas comienza a pintar la Asunción contemporánea ... cuando su paisaje actual se le desvanece y surge la visión de la ciudad de la Conquista y la Colonia ...”.

## Obras
Otros títulos de su rica producción literaria son:
| Año  | Obra |
| ---- | --- |
| 1957 | “Capitanes de la aventura” sobre las figuras de dos importantes nombres de la conquista española en el Paraguay, Domingo Martínez de Irala y Alvar Núñez Cabeza de Vaca |
| 1965 | “Historias de mi ciudad” |
| 1961 | “Cien vidas paraguayas” |
| 1966 | “Los grillos de la duda” |
| 1969 | una colección de cuentos, y “Crónica y Ensayo” |

## Últimos años
Falleció en Asunción en 1972.